# Voisin 1907 (biplano)
O Voisin 1907 biplano (designado como Voisin II pela Jane's All the World's Aircraft), foi o primeiro avião motorizado bem sucedido projetado pelo engenheiro e fabricante Gabriel Voisin.

## Antecedentes
Entre 1904 e 1908, houve uma competição feroz entre os pioneiros da aviação na Europa que tentavam realizar voos em aeronaves mais pesadas que o ar. Embora os irmãos Wright tenham voado pela primeira vez em uma aeronave motorizada em 1903 e, no final de 1905, já tivessem voado em seu Flyer III muitas vezes (incluindo um voo de 24 milhas (39 km) em 39 minutos e 23 segundos em 5 de outubro), eles haviam optado por não fazer demonstrações públicas ou permitir um exame minucioso de suas aeronaves porque temiam que isso pudesse prejudicar suas perspectivas de exploração comercial de suas descobertas. Como resultado, muitas pessoas não acreditaram nas afirmações dos irmãos Wright até as demonstrações de Wilbur Wright em Le Mans, na França, em agosto de 1908, quando seu avanço no controle de aviões era obviamente aparente.
Em 1906, Alberto Santos-Dumont fez os primeiros voos mais pesados que o ar oficialmente reconhecidos na Europa usando sua aeronave 14-bis, testemunhado por funcionários do "Aéro-Club de France". Os voos bem-sucedidos realizados em 1907–1908 por Léon Delagrange e Henri Farman em suas aeronaves Voisin colocaram os irmãos Voisin na vanguarda do desenvolvimento da aviação europeia.
O Voisin 1907 foi usado pelo aviador francês Henri Farman para realizar o primeiro voo de aeronave mais pesada que o ar durando mais de um minuto na Europa, e também para fazer o primeiro círculo completo em voo.
Os primeiros exemplares do avião ficaram conhecidos pelos nomes de seus proprietários, por exemplo: Delagrange I, ou Farman I. Farman fez muitas modificações neste avião, e elas foram incorporadas na linha de montagem dos modelos produzidos pela Voisin. Esse modelo alcançou grande sucesso, e cerca de sessenta foram produzidos.

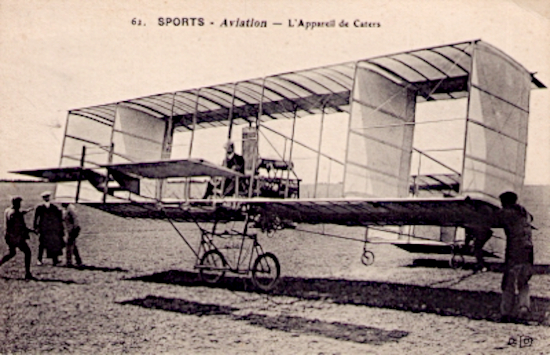
Um Biplano Voisin 1907 preparado para o voo.

## Projeto e desenvolvimento
Depois de ajudar Ernest Archdeacon com seus experimentos de voo livre em 1904, Gabriel Voisin fez uma breve parceria com Louis Blériot em 1905. Após o fracasso de sua segunda aeronave, o Bleriot IV, a parceria foi dissolvida em novembro de 1906. Após se separar de Blériot, Gabriel Voisin fundou sua própria construtora de aeronaves, a "Les Frères Voisin", em sociedade com seu irmão Charles. A primeira aeronave motorizada projetada pelos irmãos Voisin foi construída para Henry Kapferer, sobrinho de Henri Deutsch de la Meurthe. Foi concluído em março de 1907, mas nunca voou. Kapferer havia insistido em um motor Buchet a gasolina que desenvolvia apenas 20 cavalos de potência, o que era inadequado para voar.

### Primeiros voos

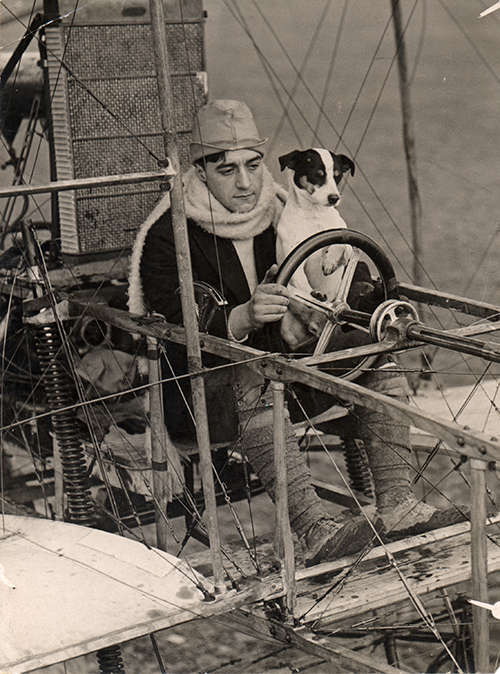
Edmond Poillot posando nos controles de um biplano Voisin com um cachorro no colo na "École de pilotage Farman de Mourmelon",
em Marne, França.

Ao mesmo tempo, os irmãos Voisin e seu desenhista Maurice Colliex estavam construindo uma aeronave semelhante, que havia sido encomendada pelo escultor Léon Delagrange. Este ficou conhecido como Delagrange I, já que os irmãos Voisin decidiram que a aeronave que construíram teria o nome de seu proprietário colocado de forma proeminente nas superfícies da cauda, a marca "Voisin Frères" aparecia embaixo em letras bem menores. Isso foi feito porque Voisin acreditava que as pessoas estariam mais dispostas a comprar aeronaves se a glória de voá-las fosse para elas, e não para o construtor. Esta prática é uma fonte de confusão para os historiadores e também levou a um considerável ressentimento por parte de Gabriel Voisin, uma vez que o foco da atenção estava de fato nos pilotos, e não naqueles que eram responsáveis pelo projeto e construção das aeronaves.
Alimentado por um motor Antoinette V8 de 50 HP, era um biplano de dois lugares de configuração por impulsão e envergadura de 10 m. Um profundor biplano estava posicionado na frente das asas na extremidade de uma pequena nacele (configuração "canard") e uma empenagem biplano semelhante a uma "boxkite" com metade da envergadura das asas principais com três superfícies verticais, cada uma carregando um leme no bordo traseiro, sendo presa a longarinas atrás das asas. O trem de pouso consistia em um par de rodas com apoios em "V" sob a borda de fuga das asas e pequenas rodas montadas nas extremidades das longarinas traseiras inferiores. Não havia provisão para controle lateral direto. Antes das demonstrações de voo de Wilbur Wright na França em agosto de 1908, a importância do controle de "rolagem" para fazer curvas controladas não era apreciada pelos experimentadores europeus, que se concentravam na tentativa de produzir aviões inerentemente estáveis e práticos.
A primeira tentativa de voar a aeronave foi feita por Gabriel Voisin em 28 de fevereiro de 1907 no Polygone de Vincennes [fr] (um campo de tiro em Vincennes), mas as longarinas inferiores que sustentavam a cauda falharam quando ele tentou decolar. Após os reparos, uma segunda tentativa foi feita em 16 de março, mas ao aumentar o torque do motor jogou a asa esquerda no solo, encerrando a tentativa de voo. Este problema foi superado adicionando 2 kg (4,4 lb) de lastro à asa direita. Assim modificado, três voos, o melhor de 60 m (200 pés), foram realizados por Charles Voisin em 30 de março. A aeronave foi então equipada com flutuadores e uma série de tentativas malsucedidas foram feitas no Lac d'Enghien, após as quais as rodas foram retornaram. Delagrange fez dois voos curtos em Issy-les-Moulineaux em 2 de novembro de 1907, mas em 6 de novembro outro voo terminou em um acidente no qual a aeronave foi danificada além de um possível reparo. Delagrange prontamente encomendou uma segunda aeronave, mais tarde chamada de Delagrange II.

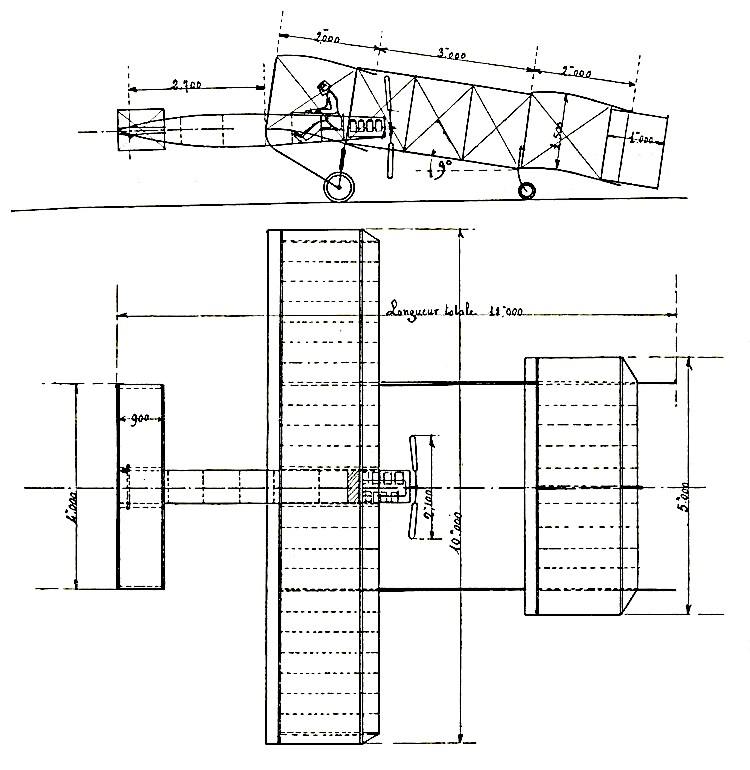
Ilustração em duas vistas do Voisan-Lagrange.

## Os sucessos de Farman

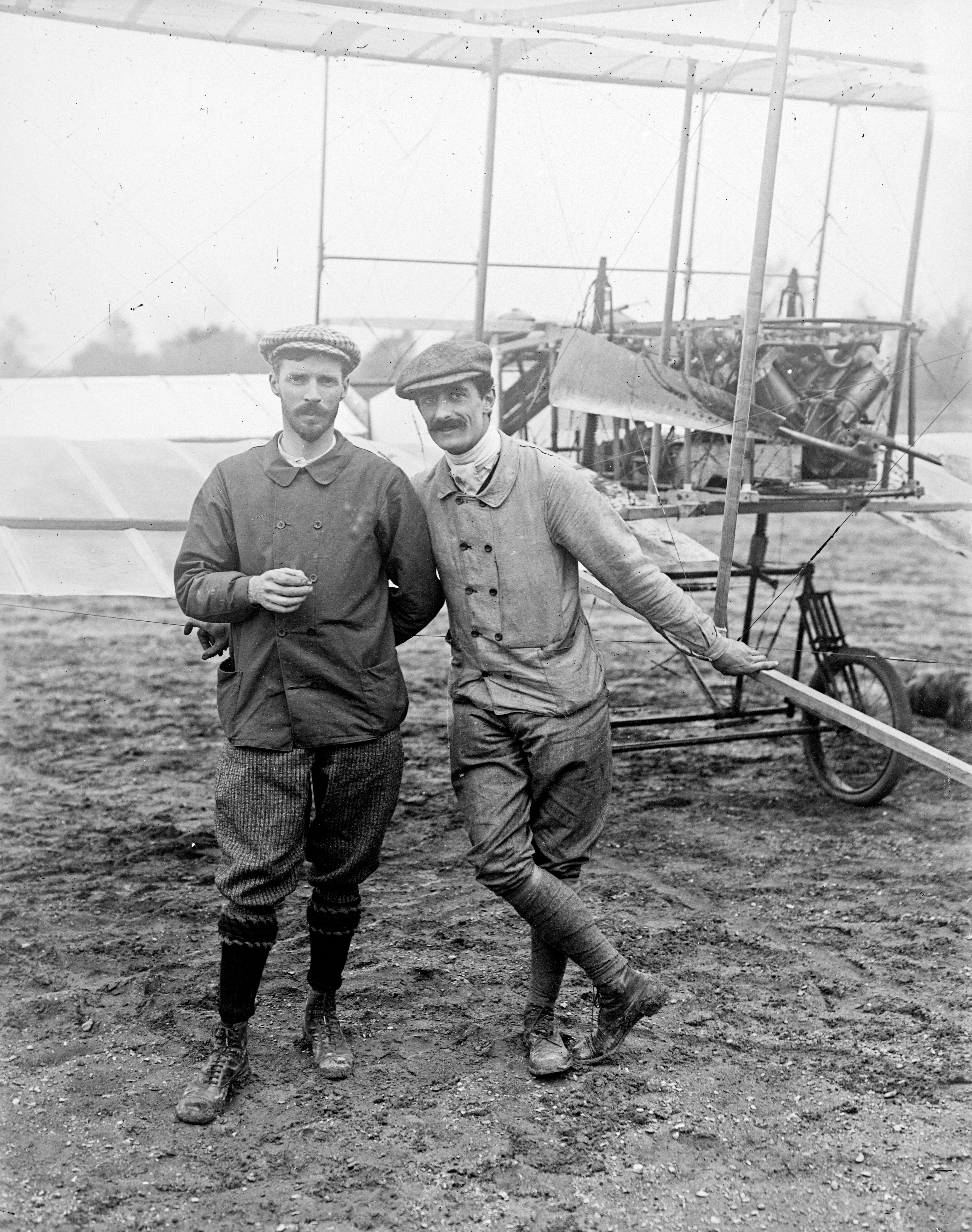
Henry Farman (esquerda) com Gabriel Voisin.

Uma segunda máquina, idêntica, exceto por pequenas mudanças no trem de pouso, foi encomendada por Henri Farman em julho de 1907 e voou pela primeira vez em 30 de setembro de 1907. Batizado de Henri Farman nº 1 (conforme pintado na cauda vertical), ficou conhecido como Voisin-Farman, e, mais tarde, Farman I.
Em 15 de outubro, ele conseguiu fazer um voo de cerca de 285 m (935 pés), que teria sido um recorde mundial de distância se tivesse sido oficialmente observado e medido, e após mais voos em 19 e 23 de outubro, incluindo um voo oficialmente testemunhado de 185 m (607 pés), que ganhou um prêmio do Aéro-Club de France (AeCF) por um voo de mais de 150 metros, ele estabeleceu um novo recorde mundial de distância com um voo de 771 m (2.530 pés). Este voo ganhou prêmios concedidos pelo AeCF para voos de mais de 300 e 500 metros e também ganhou a Coup Archdeacon para a maior distância voada.
Mais tarde naquele ano, Farman fez algumas modificações na aeronave, substituindo o profundor biplano dianteiro por uma única superfície. As superfícies da cauda foram reduzidas em extensão. No conjunto da cauda original, a superfície superior era uma superfície de elevação, enquanto a inferior era uma superfície não elevável destinada a atuar como um estabilizador: no novo arranjo, ambas as superfícies contribuíam para a elevação.As asas foram refeitas com diedro para dar estabilidade à espiral e permitir algum controle de rotação, apesar da falta dos ailerons ou de recursos de empenamento das asas. Seguindo os sólidos conselhos de Henri Fabre e superando o desinteresse de Voisin, Farman adicionou uma cobertura de tecido nas longarinas externas das asas para reduzir o arrasto. Outros voos foram feitos em novembro, nos quais ele fez suas primeiras curvas, e em 13 de janeiro de 1908 ele ganhou o "Deutsch de la Meurthe-Archdeacon Grand Prix de l'Aviation" de 50.000 francos por ser o primeiro aviador a completar um circuito fechado de um quilômetro, em voo oficialmente observado, incluindo decolagem e pouso com a própria energia da aeronave.

### Desenvolvimento em 1908

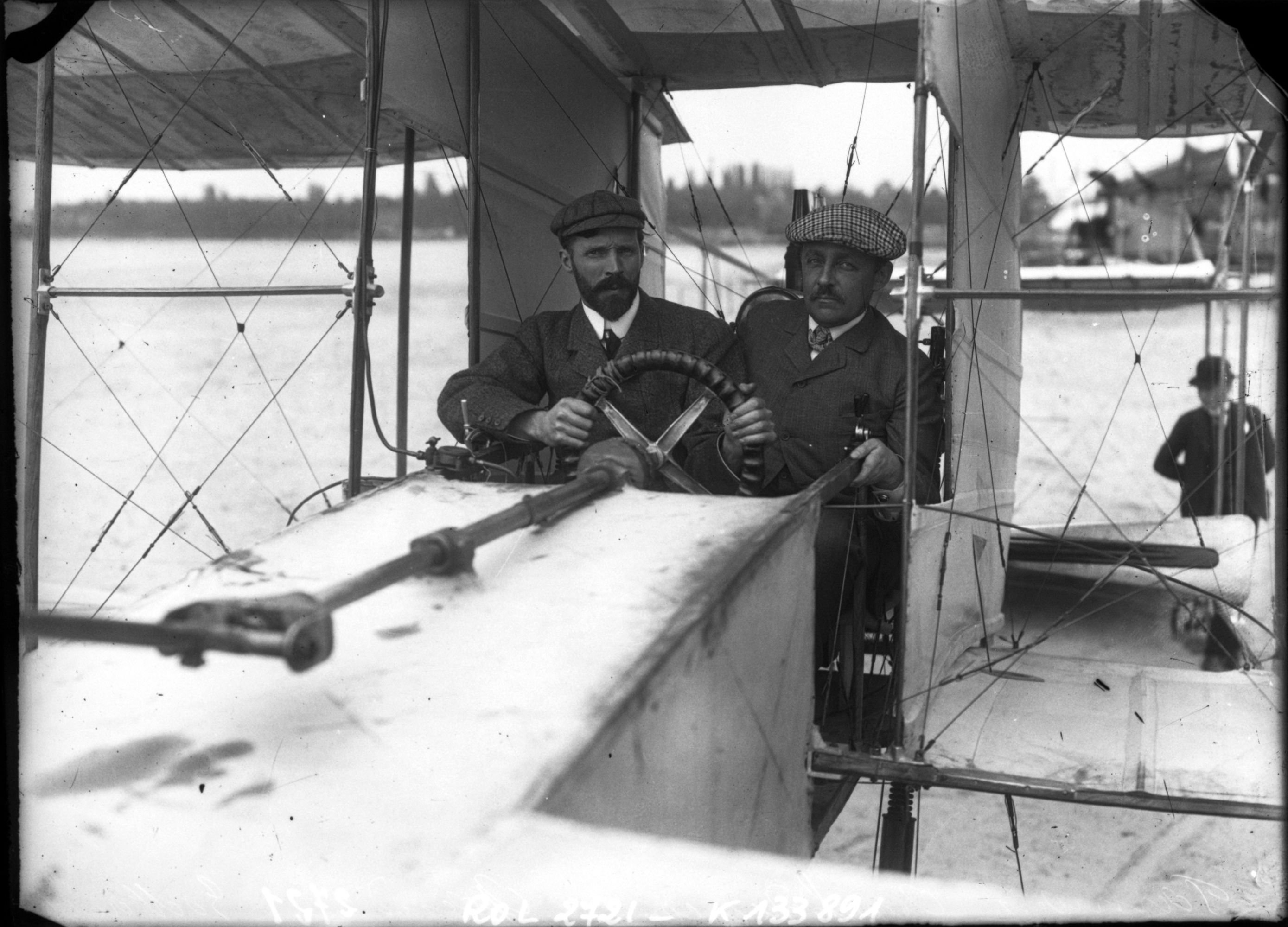
Farman e Archdeacon em Gent, maio de 1908.

Em março de 1908 teve início um período de intensa competição entre Farman e Delagrange, Delagrange agora voando no novo Delagrange II incorporando as modificações que haviam sido feitas na aeronave de Farman, agora rebatizada para Farman I bis e com uma nova cobertura de tecido de balão emborrachado da marca "Continental" substituindo a seda envernizada original. Em 21 de março, Farman estabeleceu um novo recorde com um voo de pouco mais de 2 quilômetros (1,25 milhas). Essa marca foi superada por Delagrange, primeiro com um voo de 2,5 km (1,6 mi) em 10 de abril e no dia seguinte com um voo de 3,925 km (2,439 mi). Em maio, ambas as aeronaves foram equipadas com "cortinas" laterais entre o conjunto interno de suportes interplanares, e em 30 de maio, durante uma série de voos de demonstração na Itália, ele conseguiu fazer um voo de 12,750 km (7,922 mi) com duração de 15 minutos 25 segundos. Este tempo de voo foi superado por Farman em 6 de julho, quando ele fez um voo com duração de 20 minutos e 20 segundos, um novo recorde que venceu Farman na disputa por um prêmio de 10.000 francos pelo primeiro voo oficialmente observado com duração superior a quinze minutos. No final de maio, Farman também fez os primeiros voos na Europa com um passageiro, transportando o Ernest Archdeacon por 1.242 metros (4.075 pés) em Gent.
As distintas "cortinas laterais" entre os dois conjuntos externos de suportes interplanares que se tornariam característicos das aeronaves de produção subsequentes foram adicionadas a ambas as aeronaves no final de setembro. Em 30 de outubro, quando Farman fez um voo de 27 km (17 mi) de Bouy a Reims, o primeiro voo cross-country na história da aviação, ailerons foram adicionados à sua aeronave. A última modificação de Farman foi encaixar uma terceira asa, mais curta, em cuja forma ficou conhecida como Triplano Henry Farman.

### Controle de rolagem
Quando Farman fez seu vôo circular completo em janeiro de 1908, ele tinha apenas o controle do leme e fez curvas longas e planas com as asas permanecendo quase paralelas ao solo. Gabriel Voisin, que estava presente, faz um relato diferente na Revue Aeronautique Trimestrielle des Vieilles Tiges, relatando que envolvia uma inclinação bastante íngreme e que foi a experiência de Farman em corridas de bicicleta em velódromos íngremes que lhe deu a coragem de fazer o mesmo em sua aeronave.
Em agosto de 1908, Wilbur Wright demonstrou a importância do uso coordenado de guinada (leme) e controle de rolagem (torção de asa) para fazer curvas sem "derrapagens" durante seus primeiros voos na França em Le Mans. Consequentemente, quando a "Grande Semaine d'Aviation"foi realizado em Reims em agosto de 1909, os biplanos Voisin eram as únicas aeronaves participantes que não possuíam controle de rolagem direta, exigindo pilotos treinados para rolagem induzida (pelo comando do leme). Embora fossem o tipo mais representado no evento, os biplanos Voisin tiveram pouco sucesso na reunião. Os projetos Voisin subsequentes, como o "Voisin de Course" de 1910 e o Voisin Canard incorporaram ailerons.

## Avião de produção
Farman finalmente encerrou sua colaboração com Voisin Frères após um desentendimento sobre uma aeronave que eles construíram de acordo com suas especificações e depois vendeu para John Moore-Brabazon, que batizou a aeronave de "Bird of Passage". Isso fez com que Farman começasse a construir seus próprios aviões, o primeiro dos quais foi o Farman III. A aeronave vendida para Moore-Brabazon, que se tornaria típica da versão de produção da aeronave, diferia do Farman I por ter o vão entre as asas aumentado para 2 m (6 pés 7 pol.) E era movido por um motor E.N.V. V-8 refrigerado a água de 50 hp (37 kW). Embora tivesse as cortinas laterais que foram acrescentadas ao "Farman I", não tinha ailerons.
Armand Zipfel foi um dos primeiros a comprar uma aeronave Voisin de produção, que levou a Berlim em janeiro de 1909 para fazer uma das primeiras demonstrações públicas de vôo mais pesado que o ar na Alemanha, organizada pelo "Berliner Lokal Anzeiger" (entidade de registros oficiais).

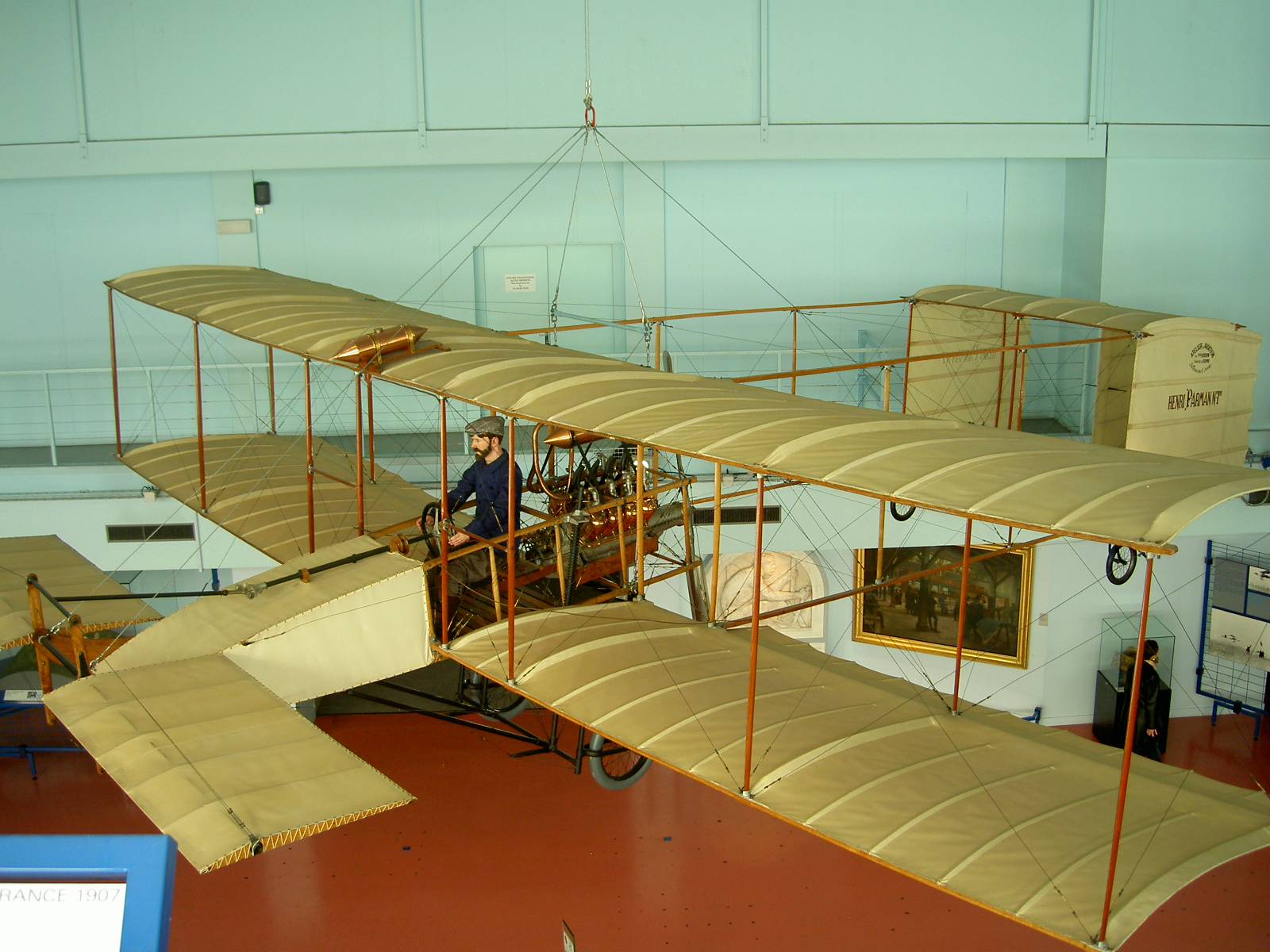
Réplica francesa de 1919 do Voisin-Farman I bis
o primeiro a voar mais de 1 Km em 1908.

O aviador francês Albert Kimmerling fez o que é possivelmente o primeiro vôo tripulado e mais pesado que o ar na África, decolando do Hipódromo de Nahoon East London, África do Sul em um Voisin em 28 de dezembro de 1909.
Henri Brégi levou dois exemplares para a Argentina e fez o primeiro vôo de avião na Argentina em 6 de fevereiro de 1910.
Por volta de sessenta exemplares do Biplano Voisin foram eventualmente construídos, com uma variedade de motores de acordo com os desejos do comprador. Entre eles estavam a aeronave em que o Capitão Ferber foi morto e o exemplar pilotado por Louis Paulhan, que foi a primeira aeronave a voar movida por um motor giratório Gnome Omega. Outro exemplar foi comprado por Harry Houdini, que o levou para a Austrália e fez uma série de voos em Diggers Rest, perto de Melbourne, em março de 1910. Embora alegado ser os primeiros voos feitos na Austrália, alguns voos curtos foram feitos por Colin Defries em dezembro de 1909, mas os voos de Houdini são considerados os primeiros voos sustentados e controlados feitos na Austrália.